# قواعد الفقه

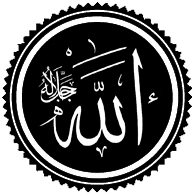

قواعد الفقه أو القواعد الفقهية هي: «الأحكام الكلية التي ينطبق عليها جميع جزئياتها لتعرف أحكامها منها»، أو هي: صور كلية، تضم عدداً من الصور الجزئية، التي تدخل تحت موضوعها.

## القواعد الخمس
1. قاعدة: الأمور بمقاصدها
2. قاعدة: اليقين لا يَزول بالشك
3. قاعدة: المشقة تجلب التيسير
4. قاعدة: الضرر يُزال
5. قاعدة: العادة محكَّمة

## قواعد كلية يتخرج عليها ما لا ينحصر من الصور الجزئية
1. القاعدة الأولى: الاجتهاد لا ينقض بالاجتهاد
2. القاعدة الثانية: إذا اجتمع الحلال والحرام غلب الحرام
3. القاعدة الثالثة: الإيثار في القرب مكروه وفي غيرها محبوب
4. القاعدة الرابعة: التابع تابع
5. القاعدة الخامسة: تصرف الإمام على الرعية منوط بالمصلحة
6. القاعدة السادسة: الحدود تسقط بالشبهات
7. القاعدة السابعة: الحر لا يدخل تحت اليد
8. القاعدة الثامنة: الحريم له حكم ما هو حريم له
9. القاعدة التاسعة: إذا اجتمع أمران من جنس واحد ولم يختلف مقصودهما دخل أحدهما في الآخر -غالبا-
10. القاعدة العاشرة: إعمال الكلام أولى من إهماله
11. القاعدة الحادية عشرة: الخراج بالضمان
12. القاعدة الثانية عشرة: الخروج من الخلاف مستحب
13. القاعدة الثالثة عشرة: الدفع أقوى من الرفع
14. القاعدة الرابعة عشرة: الرخص لا تناط بالمعاصي
15. القاعدة الخامسة عشرة: الرخصة لا تناط بالشك
16. القاعدة السادسة عشرة: الرضا بالشيء رضا بما يتولد منه
17. القاعدة السابعة عشرة: السؤال معاد في الجواب
18. القاعدة الثامنة عشرة: لا ينسب للساكت قول
19. القاعدة التاسعة عشرة: ما كان أكثر فعلا كان أكثر فضلا
20. القاعدة العشرون: المتعدي أفضل من القاصر
21. القاعدة الحادية والعشرون: الفرض أفضل من النفل
22. القاعدة الثانية والعشرون: الفضيلة المتعلقة بنفس العبادة أولى من المتعلقة بمكانها
23. القاعدة الثالثة والعشرون: 'الواجب لا يترك إلا لواجب
24. القاعدة الرابعة والعشرون: ما أوجب أعظم الأمرين بخصوصه لا يوجب أهونهما بعمومه
25. القاعدة الخامسة والعشرون: ما ثبت بالشرع مقدم على ما ثبت بالشرط
26. القاعدة السادسة والعشرون: ما حرم استعماله حرم اتخاذه
27. القاعدة السابعة والعشرون: ما حرم أخذه حرم إعطاؤه
28. القاعدة الثامنة والعشرون: المشغول لا يشغل
29. القاعدة التاسعة والعشرون: المكبر لا يكبر
30. القاعدة الثلاثون: من استعجل شيئا قبل أوانه عوقب بحرمانه
31. القاعدة الحادية والثلاثون: النفل أوسع من الفرض
32. القاعدة الثانية والثلاثون: الولاية الخاصة أقوى من الولاية العامة
33. القاعدة الثالثة والثلاثون: لا عبرة بالظن البين خطؤه
34. القاعدة الرابعة والثلاثون: الاشتغال بغير المقصود إعراض عن المقصود
35. القاعدة الخامسة والثلاثون: لا ينكر المختلف فيه وإنما ينكر المجمع عليه
36. القاعدة السادسة والثلاثون: يدخل القوي على الضعيف ولا عكس
37. القاعدة السابعة والثلاثون: يغتفر في الوسائل ما لا يغتفر في المقاصد
38. القاعدة الثامنة والثلاثون: الميسور لا يسقط بالمعسور
39. القاعدة التاسعة والثلاثون: ما لا يقبل التبعيض فاختيار بعضه كاختيار كله وإسقاط بعضه كإسقاط كله
40. القاعدة الأربعون: إذا اجتمع السبب أو الغرور والمباشرة قدمت المباشرة

## الأمور بمقاصدها
الأمور بمقاصدها أحد أهم قواعد الفقه الأساسية، والأمور بمعنى: الأحكام الشرعية العملية المتعلقة بالمكلف، وتشمل: العبادات والمعاملات، ومعنى هذه القاعدة: أن الأحكام الشرعية تتعلق بمقاصدها.
الأصل في هذه القاعدة حديث النية وهو: «إنما الأعمال بالنيات.» كما أن الكلام في اصطلاح علماء اللغة هو: الألفاظ الموضوعة التي يقصد منها معنىً. ولا عبرة شرعاً بكلام النائم؛ لعدم القصد.

### المقاصد
المقاصد بمعنى: ما يراد من الشيء، وفي علم أصول الفقه نوعان:
1. مقاصد الشارع بمعنى: أن الله تعالى وضع الشرع لعباده، متضمناً أحكاماً كلية تستفاد منه.
2. مقاصد المكلف باعتبار: أن الأحكام الشرعية مرتبطة بقصد المكلف.

### مقاصد المكلف
القصد بالنسبة للمكلف أي: ما يقصده المكلف، في عباداته ومعاملاته، فالتكليف معناه: تعلق الأحكام الشرعية بالمكلف، بمعنى: أن الله تعالى هو الذي شرع الأحكام، ليفعل المكلف ما يراد منه، ومنها: القصد المتعلق بفعل المكلف.

#### القصد المتعلق بالعبادات
القصد في العبادات بمعنى: النية فلا تصح العبادة إلا بها؛ لأن المكلف بعبادة الله تعالى ملزم بأن يجعل عبادته خالصة لله، قال تعالى: ﴿وَمَا أُمِرُوا إِلَّا لِيَعْبُدُوا اللَّهَ مُخْلِصِينَ لَهُ الدِّينَ حُنَفَاءَ وَيُقِيمُوا الصَّلَاةَ وَيُؤْتُوا الزَّكَاةَ وَذَلِكَ دِينُ الْقَيِّمَةِ ۝٥﴾ [البينة:5]. ويدل عليه حديث: «إنما الأعمال بالنيات».
وتبنى عليه قاعدة فقهية متعلقة بالعبادات هي: كل عبادة لا تصح إلا بالنية، وتدخل ضمن هذه القاعدة مسائل وأحكام العبادات.

##### النية في العبادات
النية هي: «قصد الشيء مقترناً بفعله» وهي لازِمة في العبادات فلا تصح إلا بها، ووقتها: أول العبادة. وتكون في أبواب العبادات مثل:
- الطهارة منها:
  - في الوضوء: النية لازِمة فلا يصح إلا بها، ووقتها عند غسل أول جزء من الوجه.
  - في الغسل: عند غسل أول جزء من البدن.
- الصلاة: النية عند تكبيرة الإحرام.

#### القصد المتعلق بالمعاملات
القصد المتعلق بالمعاملات مثل: البيع والنذر واليمين وغير ذلك. وغالباً ما يكون القصد في المعاملات بمعنى: إجراء الفعل، وقد يحتاج إلى نية في بعض الأحكام. ويدخل ضمن هذا قواعد من أبواب فقه المعاملات منها: أن اللفظ الصريح لا يفتقر إلى نية، بل يعتبر فيه قصد إجراء اللفظ، ومنها: أن الفعل العمد لا يحتاج إلى نية.

#### نية القنية
إذا نوى بالمال الذي يملكه الاحتفاظ به فقط، دون أن يتاجر به؛ فقد يكون الاقتناء حراماً، مثل: أواني الذهب والفضة، التي يتخذها الشخص ويحتفظ بها، ولا يستعملها؛ لأن استعمالها حرام، وما حرم استعماله حرم اقتناؤه.

#### نية التجارة
نية التجارة: قد تؤثر في بعض الصور، فمن امتلك مالاً وهو يتاجر به؛ فهو مال تجارة عملاً بالظاهر، لكن إذا اقتنى مالاً ولم يتاجر به؛ فإن كان مما تجب فيه الزكاة ولم ينو به التجارة؛ تعلقت الزكاة بالمال، وإن كان مما لا تجب فيه الزكاة؛ فإن نوى به التجارة؛ فهو مال تجارة، أو القنية فقط؛ فلا زكاة فيه.

## اليقين لا يزول بالشك
معنى هذه القاعدة: «أن ما هو مبني بيقين لا يحكم بخلافه بأمر مشكوك فيه». والأصل في هذه القاعدة ما تدل عليه الأحاديث النبوية ومنها: ما في الصحيحين حديث: شكي إلى رسول الله صلى الله عليه وسلم الرجل يخيل إليه أنه يجد الشيء في الصلاة فقال: «لا ينصرف  حتى يسمع صوتا أو يجد ريحا»

### أدلة اليقين لا يزال بالشك
عن أبي هريرة رضي الله عنه قال: قال رسول الله صلى الله عليه وسلم: «إذا وجد أحدكم في بطنه شيئا فأشكل عليه، أخرج منه شيء أم لا؟ فلا يخرجن من المسجد حتى يسمع صوتا أو يجد ريحا» رواه مسلم.
عن عبد الله بن زيد قال: "شكي إلى النبي صلى الله عليه وسلم الرجل يخيل إليه أنه يجد الشيء في الصلاة قال: «لا ينصرف حتى يسمع صوتا، أو يجد ريحا» رواه البخاري ومسلم.
عن أبي سعيد الخدري قال: قال رسول الله صلى الله عليه وسلم: «إذا شك أحدكم في صلاته، فلم يدر كم صلى أثلاثا أم أربعا؟؛ فليطرح الشك، وليبن على ما استيقن.» رواه مسلم.
عن عبد الرحمن بن عوف قال: سمعت رسول الله صلى الله عليه وسلم يقول: «إذا سها أحدكم في صلاته، فلم يدر واحدة صلى أم اثنتين؛ فليبن على واحدة فإن لم يتيقن: صلى اثنتين، أم ثلاثا؛ فليبن على اثنتين، فإن لم يدر: أثلاثا صلى أم أربعا؟ فليبن على ثلاث، وليسجد سجدتين قبل أن يسلم.» رواه الترمذي

#### أمثلة
- تيقن في الطهر، وشك في الحدث؛ فهو متطهر.
- تيقن في الحدث وشك في الطهر؛ فهو محدث.

### فروع
تدخل ضمن هذه القاعدة قواعد أخرى.
تدخل ضمن هذه القاعدة في جميع أبواب الفقه، والمسائل المخرجة عليها تبلغ ثلاثة أرباع الفقه وأكثر.
مما يندرج في هذه القاعدة عدة قواعد منها:
- الأصل بقاء ما كان على ما كان.
- الأصل براءة الذمة.
- الأصل بقاء ما كان.
- الأصل العدم.
- أصل ما انبنى عليه الإقرار إعمال اليقين وإطراح الشك وعدم استعمال الغلبة.
- من شك هل فعل شيئاً أو لا؟ فالأصل أنه لم يفعله.
- الأصل في كل حادث تقديره بأقرب زمن.
- الأصل في الأشياء الإباحة حتى يدل الدليل على التحريم.
- الأصل في الأبضاع التحريم.
- الأصل في الكلام الحقيقة.

#### الأصل بقاء ما كان
معنى هذه القاعدة: «استبقاء الأمر على ما هو عليه، وعدم قبول خلافه إلا ببينة» فما يخالف الأصل دعوى لا تثبت إلا ببرهان متيقن منه، مثل: من تيقن الطهارة وشك في الحدث فهو طاهر، بناءً على قاعدة فرعية هي: «من تيقن الطهر وشك في الحدث؛ فالأصل بقاء الطهارة»، وسبب ذلك؛ أن الطهر حاصل بيقين، فلا يزول اليقين بالحدث المشكوك في حصوله. وكمثال آخر: في ليلة التاسع والعشرين من شهر رمضان إذا حصل الشك في رؤية هلال رمضان فإن الأصل كمال عدة الشهر أي: عدد ثلاثين يوماً، فلا يكون الحكم بنقصانه إلا بيقين، وحيث كان نقصان الشهر يوماً أمر مشكوك فيه فلا تقوم بالشك حجة، ويبقى الشهر على الأصل وهو تمامه ثلاثون يوماً.

## المشقة تجلب التيسير
معنى هذه القاعدة: «أن الأحكام الشرعية مبنية على التيسير» والأصل في هذه القاعدة أدلة منها: قول الله تعالى: ﴿ما جعل عليكم في الدين من حرج﴾.

### فروع
- التكليف بالاستطاعة.
- الميسور لا يسقط بالمعسور.

## الضرر يزال
الأصل في هذه القاعدة أدلة من أهمها حديث:
عن أبي سعيد الخدري قال: قال رسول الله صلى الله عليه وسلم: «لا ضرر ولا ضرار.» 
وهذا الحديث قاعدة شرعية عامة تبنى عليه قواعد أخرى فرعية.

### قواعد فرعية
تدخل ضمن هذه القاعدة قواعد أخرى فرعية منها:
- الضرورات تبيح المحظورات.
- الضرورة تقدر بقدرها.
- الضرر لا يزال بالضرر.
- إذا تعارض مفسدتان روعي أعظمهما ضرراً بارتكاب أخفهما.

#### الضرورات تبيح المحظورات
معنى هذه القاعدة: «أن المحظور (الحرام) يباح أحياناً للضرورة وفق شروط مخصوصة». حيث إن الله تعالى رفع الإصر عن أمة الإسلام، وجعل التكليف بقدر الاستطاعة.
فإفطار الصائم المكلف بالصوم في نهار رمضان حرام شرعاً، إلا لعذر كالمرض والسفر، لكن المشقة قد تختلف بعض الشيء عن العذر، فإذا لم يكن الصائم من أصحاب الأعذار، لكنه لو تعرض مثلاً: لعطش شديد يؤدي في الغالب إلى ضرر؛ فيباح له حينئذٍ أن يفطر للضرورة بقدر حاجته.
والمضطر في المخمصة أي: عند (شدة الجوع)؛ يباح له أن يأكل من الميتة التي هي حرام، بقدر ما يسد به رمقه.

### أمثلة
ينبني على هذه القاعدة كثير من أبواب الفقه منها: 
- أنواع الخيار
  - الرد بالعيب مثاله:
 لو اشترى سلعة، ثم ظهر فيها -بعد القبض- عيب يفوت به غرض صحيح، والعيب ضرر على المشتري؛ فله أن يرد هذه السلعة. وهكذا عند اختلاف الوصف المشروط 
فلو اشترى منه جهاز كمبيوتر، على أنه غير مستعمل، أو لم يفتح من أجل الصيانة وظهر خلاف ذلك؛ فللمشتري رده. وهذا الرد بسبب العيب؛ شرع دفعاً لضرر المشتري.
- التعزير
باعتباره: عقوبة لدفع الضرر.
- إفلاس المشتري
 فإذا اشترى شيئاً، ثم أصبح مفلساً، وصار عاجزاً عن دفع الثمن كاملاً؛ فيلزمه رد المبيع.
- الحجر بأنواعه؛ لأنه دفع ضرر يلحق بالمحجور عليه، أو بالآخرين.
- الشفعة؛ لأنها شرعت لدفع ضرر القسمة.
- فسخ النكاح بالعيب أو الإعسار.
- القصاص وأنواع الحدود والحدود والكفارات.
- ضمان المتلف والقسمة ونصب الأئمة والقضاة.
- دفع الصائل.
- البغاة.

#### الفسخ
الفسخ هو: فرقة بين الزوجين بواسطة القاضي الشرعي، بسبب عيب أو إعسار.

#### التعزير
معنى التعزير: هو: عقوبة دون الحد وفوق التأديب.
ومعنى «دون الحد» أي: أنه عقوبة غير محددة بالشرع، على ما لا يوجب حداً. ويرجع إلى القاضي الشرعي، في تقديره وتنفيذه. ويشترط فيه أيضاً: ألا يبلغ إلى مقدار أدنى الحدود. فمثلاً: شخص اعتدى على غيره، أو قام بإيذاء غيره، بما لا يعد حداً، أو سرق دون نصاب، أو شتم، بما لا يعد قذفاً، أو غير ذلك، وكل ما يقوم به يعد إضراراً بالغير، وليس في الشرع تحديد لعقوبته على ذلك، فحينئذ؛ يكون التعزير هو الوسيلة لدفع الضرر. ويكون التعزير بما يراه الحاكم الشرعي مناسباً ورادعاً ورافعاً للضرر، بالحبس أو بالزجر أو غيره.

## العادة مُحَكَّمة
العادة عند علماء أصول الفقه: بمعنى: المعتاد بالتكرر والاستمرار، أو العرف أو ما هو بخلاف العبادة ويشمل: الفعل المقرون بالمواظبة، أو العرف (المستقر) والسنن الزوائد عند الحنفية، وقد تختلف العادة عن العرف من بعض الوجوه، فالعادة الخاصة قد لا تدخل ضمن العرف.
المعروف: ما تعارف عليه أهل العقول السالمة وليس في الشرع ما يخالفه.

### الحكم بالعادة
الحكم بالعادة بمعنى: أن يحكم بما جرت به العادة، ويكون هذا الحكم شرعياً، عند عدم وجود دليل شرعي يحدده بخصوصه، وبشرط ألا يخالف الشرع.

### استقراء العادة
الاستقراء بمعنى: التتبع والفحص، وفي الاصطلاح: تتبع الجزئيات للحصول منها على حكم كلي.
ويكون استقراء العادة للحصول على حكم كلي من أحكام جزئية متفرقة تشترك في نفس الحكم، ومن أمثلة ذلك، استقراء الإمام الشافعي للعادة في باب الحيض، مثل: أقل الحيض وأكثره وغالبه، وأقل زمن لإمكانه، وغير ذلك في أبواب أخرى.

### أنواع العادات
العادة بحسب الاطراد أي: الاستمرار والتكرر، قد تكون عامة مثل: عادة الإنسان، وقد تكون مخصوصة من وجه مثل: عادة الناس من العرب، أو الرجال أو النساء، أو في بعض البلدان، أو الأشخاص، أو غير ذلك.
والعادة إما أن تكون معروفة أو غير معروفة، فالمعروفة هي التي يكون العلم بها متعارفاً عليه، وتسمى: عرفاً أو معروفاً، وغير المعروفة بخلاف ذلك.

### قاعدة
كل ما جاء في الشرع مطلقاً ولا ضابط له في الشرع ولا في اللغة؛ يرجع للعرف.
والأصل في هذه القاعدة أدلة مثل: قول الله تعالى: ﴿وعلى المولود له رزقهن وكسوتهن بالمعروف﴾ وأدلة أخرى كثيرة.

### توضيح المعنى
العادة محكمة إحدى قواعد الفقه الخمس الكلية التي يبنى عليها الفقه، ومعناها: تحكيم العادة فيما يلزم الحكم فيه، وليس فيه دليل شرعي بخصوصه، وبما لا يخالف حكماً شرعياً، والعادة بمعنى: للمعتاد أو ما يوصف بالتكرر والاستمرار، وتكون أيضاً بمعنى: العرف، أو المعروف، وتطلق العادة على الحكم العادي في مقابل الحكم الشرعي، والشرع لا يحدد الكثير من الأحكام التفصيلية لعادات الناس، لكنه يوضح لها المسار الصحيح، بالأحكام الشرعية العامة، التي هي معايير كلية، يكون الرجوع إليها في ضبط وتحديد الجزئيات، وتحكيم العادة لا يقدم على حكم الشرع، بل لا بد أن يخضع للشرع فيما أحل وفيما حرم.